# Saltopus
Saltopus is een monotypisch geslacht van uitgestorven Archosauromorpha, dat voorkwam in het Laat-Trias. De enige soort Saltopus elginensis kon tot één meter lang worden. Een fossiel werd gevonden in Schotland.
In het begin van de twintigste eeuw ontdekte William Taylor in de Lossiemouth West & East Quarries verschillende kleine reptielen die in de vorm van afdrukken en natuurlijke afgietsels in zandgesteente bewaard waren gebleven.
In 1910 benoemde Friedrich von Huene één daarvan als de typesoort Saltopus elginensis. De geslachtsnaam is afgeleid van het Latijnse saltare, 'springen', en het Oudgrieksse πούς, pous, 'voet'. De soortaanduiding verwijst naar de vindplaats Elgin.

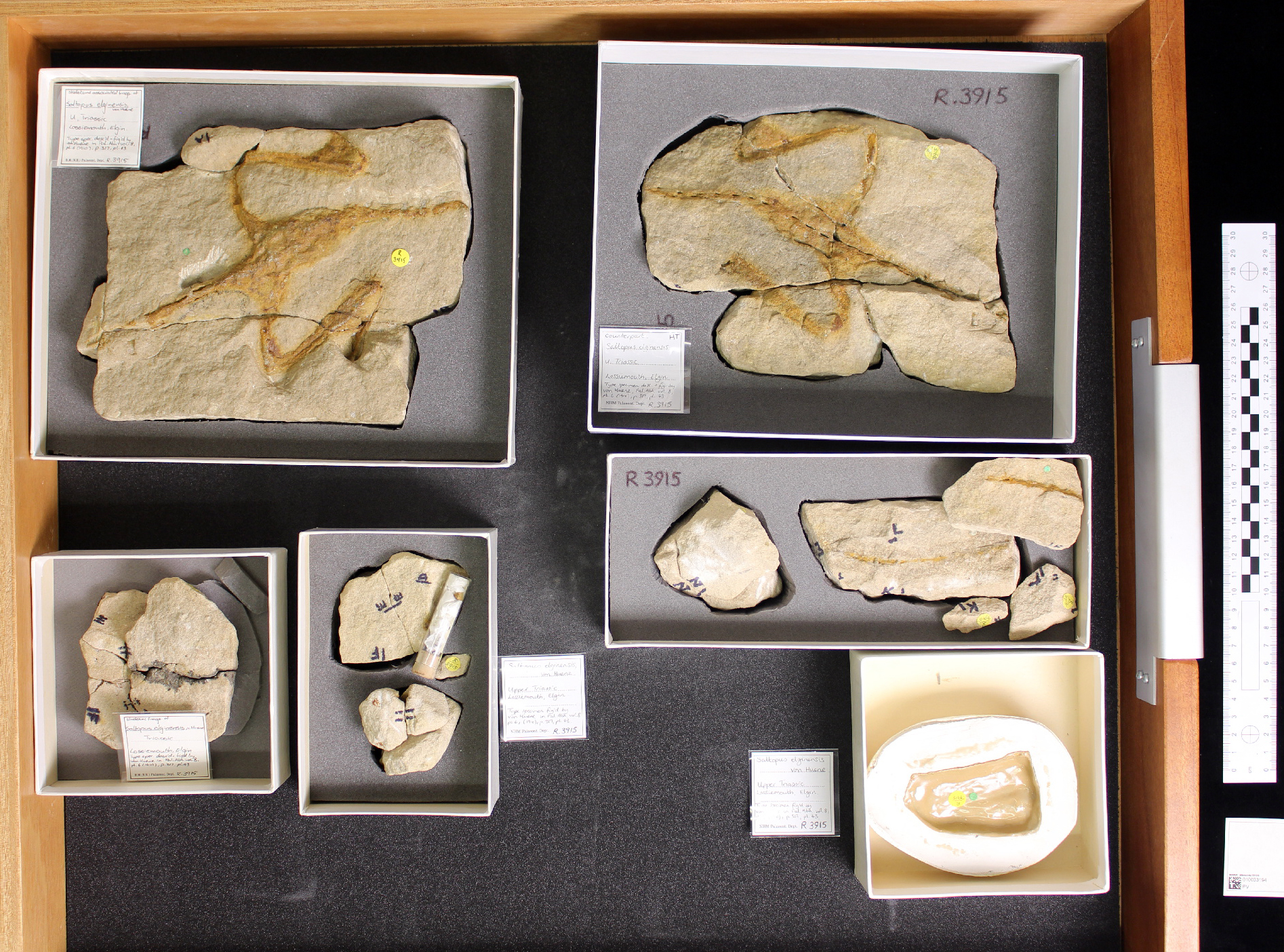
Het holotype en ander materiaal

Het holotype NHMUK R.3915 is gevonden in een laag van de Lossiemouth Sandstone Formation die dateert uit het Carnien-Norien, ongeveer 215 miljoen jaar oud. Het bestaat uit een afdruk in zandsteen die een gedeelte van de ruggengraat laat zien en daarbij de schoudergordel, een voorpoot, het bekken en beide achterpoten.
Saltopus is een tweevoetige roofsauriër met een geschatte lengte van ongeveer tachtig tot honderd centimeter. Meer dan de helft daarvan werd uitgemaakt door de lange staart. Saltopus heeft het oorspronkelijke kenmerk van vijf vingers per hand, maar de vierde en de vijfde vinger waren verkleind.
Von Huene meende dat Saltopus, oorspronkelijk door hem bij de Saurischia ondergebracht, een vroege theropode was. Op het eind van de twintigste eeuw werd dit algemeen betwijfeld. Wegens de slechte kwaliteit van het materiaal achtte men de soort een nomen dubium waarvan de precieze identiteit niet kon worden vastgesteld. Wel ging het vermoedelijk om een basaal lid van de Dinosauromorpha. In 2011 echter publiceerde Michael Benton een studie, voortbouwend op eerder onderzoek van de in 1999 overleden Alick Walker waarin hij nieuwe kenmerken publiceerde, verkregen door een CAT-scan. Saltopus zou een geldig taxon zijn, een lid van de Dinosauriformes dat net onder de Silesauridae maar boven Pseudolagosuchus in de stamboom stond.
Dat Saltopus een lid was van de Avemetatarsalia bleek volgens Benton uit drie kenmerken: de langwerpige en nauw aaneengesloten middenvoetsbeenderen; een scheenbeen dat langer is dan het dijbeen; een hielbeen dat geen knobbel heeft op het achtereinde en een tweede middenvoetsbeen dat minstens even lang is als het vierde. Dat de soort daarbinnen inderdaad tot de Dinosauromorpha behoorde, bleek uit de gereduceerde vierde en vijfde vinger; het zadelvormige bovenprofiel van het darmbeen; en het aansluiten van de eerste sacrale rib nabij de voorrand van het darmbeenblad. De nog nauwere bepaling tot de Dinosauriformes is gebaseerd op de uitholling aan de bovenzijde van het dijbeen die naar een trochanter minor loopt; in het midden versmalde schachten van de ribben en het staafvormige rechte schaambeen — hoewel die eigenschap niet eenduidig bleek vast te stellen. Benton kon echter geen synapomorfie van de Dinosauria vinden; zo bestaat het heiligbeen slechts uit twee wervels en niet uit vier zoals eerder was gemeld.
Andrea Cau wist echter toch enkele mogelijke dinosaurische kenmerken te vinden zoals een crista deltopectoralis die van de kop van het opperarmbeen was gescheiden en het voorkomen van een processus obturatorius op de bovenkant van het zitbeen. Cau denkt niet dat Saltopus een dinosauriër is maar wel misschien de zustergroep van de Dinosauria vertegenwoordigt.